# 第227砲兵旅団 (ロシア陸軍)
第227砲兵旅団（だい227ほうへいりょだん、ロシア語: 227-я артиллерийская бригада、略称227 абр）は、ロシア陸軍の旅団。第49諸兵科連合軍隷下。

## 歴史

### 戦前
- 1939年夏：レニングラード軍管区において、第311砲兵連隊編成
- 1939年9月25日：プスコフに移転し、ノヴゴロド軍集団に編入
- 1939年10月24日：ボリショエ・カンダンロヴォに移転
- 1939年12月12日：グレンダリ集団に編入
- 1939年12月25日：第13軍に編入
- 1940年3月9日：第3狙撃軍団に編入

冬戦争の功績に対して、赤旗勲章授与。1941年6月までデレチンに駐屯

### 第二次世界大戦
- 1941年10月10日：第39砲兵連隊に改称
- 1942年5月10日：第311砲兵連隊に改称
- 1942年9月：レニングラード戦線に移転し、第28砲兵師団に編入
- 1943年1月14日：新編の第81砲兵旅団に編入され、第311連隊は解散された。
- 1943年7月7日：3個大隊の建制に移行
- 1943年9月22日：第28砲兵師団の編成から外され、独立旅団となった。

後にタリン市突入に参加し、名誉称号「タリン」を授与される。また、ワルシャワ北部の防衛線突破に対して、2等スヴォーロフ勲章を授与される。旅団は、バルト海沿岸のシュトラリズンドで終戦を迎えた。

### 戦後
戦後、第217砲兵連隊として、ザカフカーズ軍管区の第7親衛軍に配属され、レニナカンに駐屯した。

### ロシア連邦軍
- 1993年：北カフカーズ軍管区に移り、スラヴャンスク・ナ・クバニに駐屯
- 1997年：第227砲兵旅団に改編
- 1994年12月～1995年2月：第1自走榴弾砲大隊がチェチェンで戦闘任務を遂行

## 装備
- 2S5「ギアツィント-S」 x48
- M-30 x1
- PRP-4 x5